# Las Guareñas
Las Guareñas és una comarca de la província de Salamanca (Castella i Lleó). Els seus límits no es corresponen amb una divisió administrativa, sinó amb una denominació històric-tradicional. Comprèn sis municipis: Cantalapiedra, Cantalpino, Palaciosrubios, Poveda, Tarazona i Villaflores.